# Polaroid Eyewear
Polaroid Eyewear — производитель солнцезащитных очков и линз.
После банкротства головной компании Polaroid Corporation в 2001 году, права на бренд отошли компании Petters Group Worldwide. C 2007 по ноябрь 2011 года компания входила в группу Stylemark. С ноября 2011 года компания входит в состав итальянской группы компаний Safilo.

## История
Эдвин Лэнд основал корпорацию «Полароид» в 1937 году. Родился Эдвин в 1909 в штате Коннектикут, США. В 1929 году он изобрел первый в мире пластиковый поляризационный материал на основе нитроцеллюлозы для коммерческого использования.
В 1937 году в Кембридже (штат Массачусетс) была учреждена корпорация «Полароид». Компанией первоначально выпускались «Polaroid Day Glasses» — первые очки с поляризационным фильтром. В 1947 году компания продемонстрировала камеру для мгновенной фотографии и продолжила развиваться в этих направлениях: мгновенная фотография, цифровые аппаратные средства визуализации, программное обеспечение и средства массовой коммуникации, защищенные системы идентификации и солнцезащитные очки.
Корпорация Polaroid продала подразделение Polaroid Eyewear компании StyleMark в марте 2007. С ноября 2011 года компания входила в группу Stylemark. С ноября 2011 года компания входит в состав итальянской группы компаний Safilo.
Компания производит поляризационные линзы в Европейском научно-исследовательском центре в Вейл оф Левен, Шотландия.